# Tantilla planiceps
Tantilla planiceps este o specie de șerpi din genul Tantilla, familia Colubridae, descrisă de Blainville 1835. A fost clasificată de IUCN ca specie cu risc scăzut. Conform Catalogue of Life specia Tantilla planiceps nu are subspecii cunoscute.